# 0923
0923 è il prefisso telefonico del distretto di Trapani, appartenente al compartimento di Palermo.
Il distretto comprende la parte occidentale della provincia di Trapani. Confina con il distretto di Alcamo (0924) a est.

## Aree locali e comuni
Il distretto di Trapani comprende 12 comuni inclusi nelle 3 aree locali di Marsala (ex settori di Favignana e Marsala), Mazara del Vallo (ex settori di Mazara del Vallo e Pantelleria) e Trapani (ex settori di Custonaci e Trapani). I comuni compresi nel distretto sono: Buseto Palizzolo, Custonaci, Erice, Favignana, Marsala, Mazara del Vallo, Paceco, Pantelleria, Petrosino, San Vito Lo Capo, Trapani e Valderice .